# NGC 4375
NGC 4375 је спирална галаксија у сазвежђу Береникина коса која се налази на NGC листи објеката дубоког неба.
Деклинација објекта је + 28° 33' 31" а ректасцензија 12h 25m 0,4s. Привидна величина (магнитуда) објекта NGC 4375 износи 13,0 а фотографска магнитуда 13,8. NGC 4375 је још познат и под ознакама UGC 7496, MCG 5-29-80, CGCG 158-100, IRAS 12224+2850, PGC 40449.